# 王崧 (正德進士)
王崧（1465年—？年），字维岳，山东临清卫官籍，南直隶常熟縣人。明朝政治人物。弘治壬子山東解元，正德戊辰進士。官至順德府知府。

## 生平
治《詩經》，行一，由國子生中式弘治五年（1492年）壬子科山東鄉試第一名舉人，年四十四歲中式正德三年（1508年）戊辰科會試第三百四十三名，第三甲第二百十二名進士。四年闰九月选授南京广西道监察御史，升顺德府知府，十五年六月考察以不謹閑住。

## 家族
曾祖王義，百户，封昭信校尉。祖父王振，正千户，封武德将軍。父王英，副千户，封武略将軍。母孔氏，封宜人。具庆下。弟崑、崙、柱、栋。